# Hajtó Aurél (közgazdász)
Hajtó Aurél (Budapest, 1929. június 20. – Balatonalmádi, 2001. szeptember 2.) közgazdász, vállalatigazgató, egyetemi docens.

## Családja
Édesanyja Dmitrijevits Emília. Felesége Kolba Judit muzeológus. Gyermekei: Hajtó László Aurél (1965–) színész, Hajtó Gábor (1963–) és Hajtó Zoltán (1967–).

## Tanulmányai
1951-ben diplomázott a Magyar Közgazdaság-tudományi Egyetem Ipar Szakán, ahol közgazdász oklevelet szerzett. 1971-ben Londonban elvégzett egy számítástechnikai rendszerszervezői tanfolyamot végzett, majd 1972-ben doktorált az MKKE-n doktorált, a közgazdaság-tudományok kandidátusa (1979). 1971-ben végzett az MLEE szakosított tagozatán.

## Életútja
1955-56-ban a Csepel Vas- és Fémműveknél dolgozott mint segédmunkás, majd a Beloiannisz Híradástechnikai Gyár (BHG) előadója volt, és 1956-tól 1976-ig a Termelési Osztályt, majd az Üzem- és Munkaszervezési Főosztályt vezette. Ezzel egyidejűleg 1971-72-ben a Magyar Híradástechnikai Egyesülés Szervezési és Számítástechnikai Központjának tanácsadójaként is dolgozott. A Taurus Gumiipari Vállalat szervezési és információs központjának vezetője volt 1976–1978 között, majd 1978-tól 1990-ig a Központi Statisztikai Hivatal (KSH) Számítástechnikai és Ügyvitelszervező Vállalata gazdasági igazgatója, 1990-től 2001-ig pedig a Számalk Rendszerház Rt. gazdasági igazgatója. Az MKKE, és a BKE Ipari Üzemszervezési Tanszék egyetemi adjunktusa volt 1978–1982 között, majd 1982-től 1989-ig egyetemi docense. 1989. szeptember 1-jétől a Vezetési és Szervezési Tanszék egyetemi tanáraként működött. 1990-től a Kőolajkutató Vállalat felügyelőbizottságának elnöke, 1996 és 1999 között a pannonhalmi Mons Sacer Rt. ügyvezető igazgatója volt.
Úttörőnek számította a magyarországi műszaki és híradástechnikai számítógépes szervezés- és vezetéstudomány terén, mivel új eredményeket ért el a gépipari termelésirányítás fejlesztési irányelveinek kidolgozásában. Elsők között foglalkozott a műszaki fejlesztés vállalati szervezési kérdéseivel. Foglalkozott még híradás-technikai ipargazdasági kutatásokkal, a szervezéstechnika műszaki eszközeinek felhasználásával és fejlesztésével, valamint a dinamikus termelésirányítás modulrendszerével.

## Elismertség
A MTESZ Vezetési és Szervezési Tudományos Társaság alapító tagja, az Információs Szakosztály elnökhelyettese. 1964-től az Országos Műszaki Fejlesztési Bizottság tagja volt.

## Főbb művei
- Gyártmányok korszerűségének vizsgálata. Bálint Róberttel, Battistig Györggyel. (Ipargazdaság, 1963)
- Gyártás műszaki- ügyviteli előkészítésének programozása a gyakorlatban. (Ipargazdaság, 1965)
- A gyártást megelőző tevékenységek programozásának egyes kérdései. (A II. Ipargazdasági Konferencia előadása. Szerk. Pogány Károly. Bp., 1965)
- A művezető feladata a termelés szervezésében. Monográfia. (Művezetők gazdasági könyvtára. Bp., 1966)
- A termelésirányítás modulrendszere. Terplán Kornéllal. (Bp., 1972)
- A relatív átfutási idő meghatározásának célszerűsége és számítása korszerű matematikai módszerekkel. Egy. doktori értek. (Bp., 1972)
- A gépipari vállalatok rugalmas termelésirányításának kérdései. (Ipargazdaság, 1973)
- A dinamikus termelésirányítás modulrendszere. Monográfia. Terplán Kornéllal. (Bp., 1974)
- Számítógép alkalmazása a BHG termelésirányításában. Schramkó Istvánnal. (Automatizálás, 1974)
- A termelésirányítás információrendszerében rejlő ellentmondások. (Ipargazdaság, 1975)
- A számítógépes termelésirányítás gyakorlati tapasztalatai. (Szervezési megoldások, vezetési és vezetőképzési módszerek. 6. Bp., 1977)
- A termelésirányítási rendszer rugalmasságának követelménye gépipari nagyvállalatoknál, különös tekintettel a professzionális híradástechnikai termékek gyártására. Kand. értek. (Bp., 1978)
- A termelésirányítás és az iparvállalati rugalmasság összefüggéséről. (Közgazdasági Szemle, 1978)
- Rugalmas termelésirányítás a gépiparban. Monográfia. (Szervezési módszerek. Bp., 1979)